# Amu (faraon)
Amu je bil devetnajsti in zadnji faraon Šestnajste egipčanske dinastije.

## Sklic
1. ↑  Egyptian Pharaohs: Second Intermediate Period: Dynasty 16, www.phouka.com. Pridobljeno 29. marca 2018.